# Homoioi
Homoioi, Homojoj – w starożytnej Grecji (zwłaszcza w Sparcie) pełnoprawni obywatele, mogący sprawować urzędy. Słowo homoioi (klas. gr. ὅμοιοι, hómoioi, liczba pojedyncza to ὅμοιος, hómoios) oznacza „podobni”, „jednakowi”, „równi”. Homoioi byli więc wszyscy wolni dorośli mężczyźni w danej polis, bez względu na status majątkowy czy pochodzenie. Równość rozumiana jako podobieństwo była jedną z podstaw istnienia greckich miast-państw oraz gwarantem ich wspólnotowego charakteru.

## W Sparcie
W Sparcie określeniem homoioi nazywano spartiatów. Każdy z nich posiadał na własność jedną niezbywalną działkę ziemi – zwaną kleros lub klaros (κλῆρος, κλᾶρος) – którą najczęściej uprawiali heloci, ponieważ obywatele Sparty w większości spędzali czas na szkoleniu wojskowym. Kleros dziedziczył najstarszy syn. Aby należeć do grona homoioi, trzeba było spełnić następujące warunki:
- otrzymać wychowanie państwowe, zwane agoge
- brać udział w syssitiach, publicznych posiłkach spartiatów, na które homoioi zobowiązani byli dostarczać składkę w formie mąki, wina lub innych produktów spożywczych. W przypadku nieuiszczenia składki traciło się część praw obywatelskich.